# جانوس (قمر)
جانوس Janus هو قمر داخلي لكوكب زحل واسمه مستمد من ميثولوجيا رومانية. كما يعرف أيضًا بزحل 10.

## اكتشافه ومداره
يتواجد عمليا على نفس مدار القمر إبيميثيوس Epimetheus. مما سبب بعض الارتباك لعلماء الفلك، الذين أفترضوا وجود قمر واحد في هذا المدار، وحاولوامنذ وقت طويل معرفة ما يجري. وفي نهاية المطاف أدركوا أن كانوا يحاولون التوفيق بين ملاحظات كائنين متمايزين، على أنه كائن واحد.
يعزى اكتشاف جانوس إلى الراصد أودوين دولفوس Audouin Dollfus في 15 كانون الأول 1966. وقد عرف التعيين المؤقت له في ذلك الوقت ب S/1966 S 2. صور جان تيكسيرياو Jean Texereau جانوس يوم 29 أكتوبر 1966 دون تحديده ؛ وسماه دولفوس باسمه قي نفس المناسبة. في يوم 18 ديسمبر، أدلى ريتشارد ووكر Richard Walker بملاحظة مماثلة على قمر في نفس المدار وهذا القمر كان إبيميثيوس.
بعد أثنتا عشر عام في سنة 1978 أدرك كل من ستيفن لارسون Stephen M. Larson وجون فونتاين John W. Fountain أن ملاحظات 1966 كانت لقمرين مختلفين لهما مدارين متشابهين إلى حد كبير. وقد أكد ذلك المسبار فوياجر 1
و قد لوحظ جانوس في مرات أخرى لاحقة وأعطي له تعيينات مؤقتة مختلفة. وقد لوحظ من قبل المسبار بيونير 11 Pioneer 11 سنة 1979. ووجد لهذا القمر ثلاث تعينات مؤقتة مختلفة : S/1979 S 2 حسب المسبار بيونير و
S/1980 S 1 حيث لوحظ سنة 1980 من قبل دان باسوكو Dan Pascu و S/1980 S 2 من قبل ستيفن لارسون وجون فونتاين وهارولد ريستيما Harold J. Reitsema وبرادفورد سميث Bradford A. Smith.
لذلك كل هؤلاء الأشخاص يتقاسمون الفضل في اكتشاف جانوس.

## التسمية
جانوس هو الإله ذو الوجهين عند الرومان. وعلى الرغم من أن هذا الاسم اقترح بعد اكتشافه بوقت قصير إلا أنه لم يصبح رسميا حتى عام 1983

## الخواص الفيزيائية
يحوي جانوس واسع الكثير من الحفر على نطاق. والعديد منها أكبر من 30 كم ويوجد القليل من الأخاديد الخطية. ويبدو سطح جانوس أنه ذو نشأة أقدم من إبيميثوس ولكنه أحدث من باندورا. وهو ذو كثافة منخفضة جدا والبياض مرتفع، ومن المرجح أن جانوس مليئ بالثغرات ويحوي على ركام الجليد.

## العلاقة المدارية بين إيمثيوس و جانوس
تقريبا يتشارك كل من إيمثيوس و جانوس نفس المدار مع العلم أن مدار جانوس أكثر قربا من زحل بحاولي 50 كم. هذه المسافة أقل من قطر كلا القمرين و تبعا لقوانين كبلر فإن القمر ذو المدار الأقرب أسرع تماما. لكن الفرق الزمني بين القمرين فقط 30 ثانية و بالتالي فإن القمر الداخلي ينحرف كل يوم عن القمر الخارجي بربع درجة. حالما يدرك القمر الداخلي القمر الخارجي فإن جاذبيتهما الخاصة ستعزز من كمية حركة القمر الداخلي و تضعف من كمية حركة القمر الخارجي. بازدياد كمية الحركة هذه فإن مسافة مدار القمر الداخلي و الفترة الزمنية للدوران ستزداد على العكس من القمر الخارجي. و بالتالي يحدث تبادل في كمية الحركة و المدرات بين القمرين و يحدث هذا التبادل مرة كل أربع سنوات وحدثت في 21 كانون الثاني 2010 و هذا النظام فريد في المجموعة الشمسية.

## الحلقة
تتزاجد حلقات الغبار الصغيرة في جميع أنحاء المنطقة التي يحتلها مدار جانوس وابيمثيوس، كما يتبين من الصور التي التقطت عن طريق الضوء المتناثر من المركبة الفضائية كاسيني في عام 2006. للحلقة قطر يمتد حوالي 5000 كم. والمصدر هو الجسيمات القادمة مع النيازك والتي التصقت بسطوح الأقمار ، ومن ثم شكلت حلقة منتشرة في جميع أنحاء مساراها المداري.